# Саука (Латвия)
Са́ука (латыш. Sauka) — населённый пункт в Виеситском крае Латвии. Входит в состав Саукской волости (административный центр — село Лоне). Находится на берегу озера Саукас. По данным на 2016 год, в населённом пункте проживало 76 человек.

## История
В советское время населённый пункт входил в состав Лонского сельсовета Екабпилсского района. В селе располагалась средняя cельскохозяйственная профтехшкола № 9.